# Sven Nylander

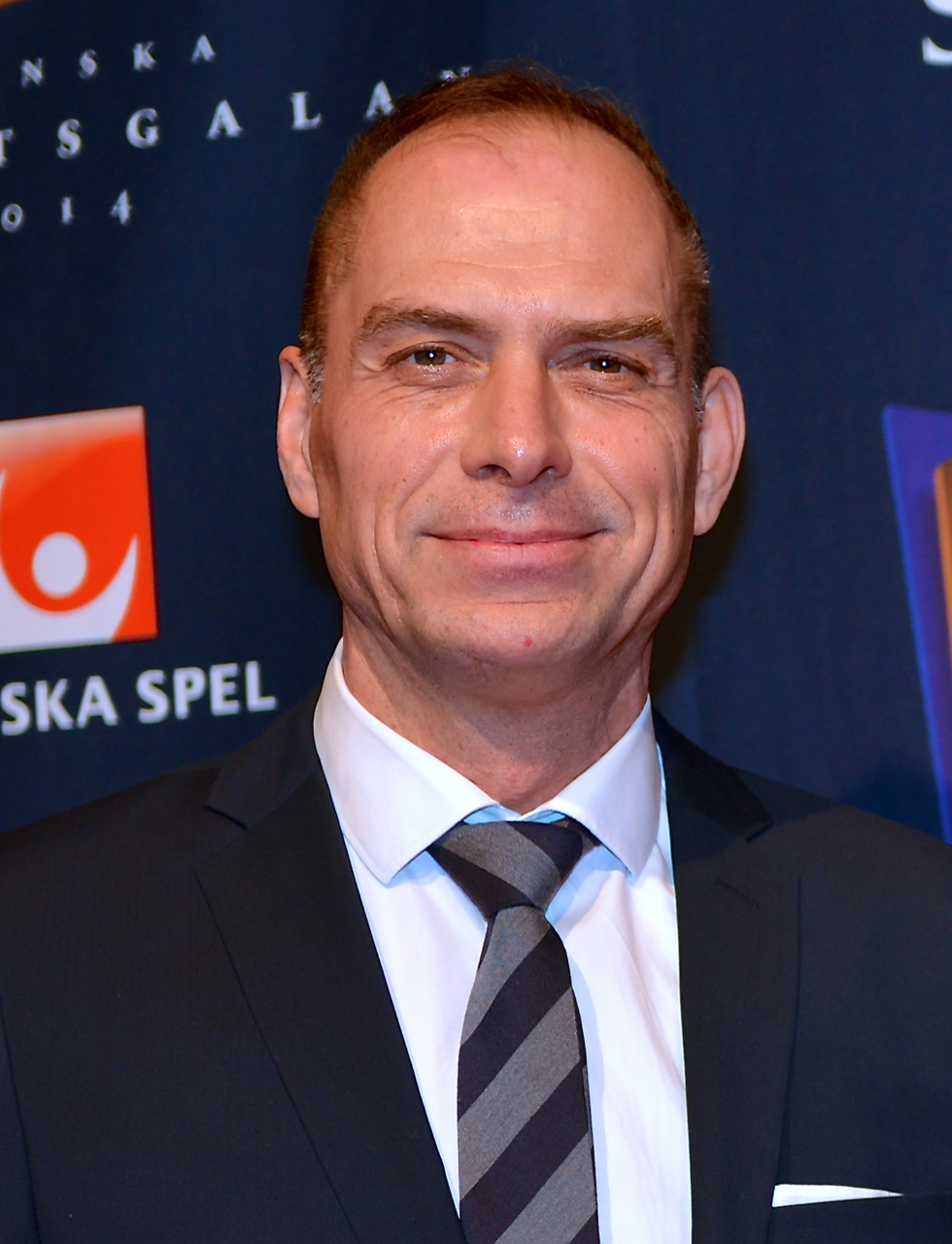
Sven Nylander (2014)

Sven Olof Nylander (* 1. Januar 1962 in Varberg) ist ein ehemaliger schwedischer Leichtathlet und Olympiateilnehmer. 

## Allgemeines
Sven Nylander gehörte über ein Jahrzehnt lang zu den besten 400-Meter-Hürdenläufern Europas. Seine Bestzeit von 47,98 Sekunden, aufgestellt bei den Olympischen Spielen 1996 in Atlanta, ist heute noch schwedischer Rekord. 1982, 1987, 1990 und 1992 war er schwedischer Meister im 400-Meter-Hürdenlauf. Nylander beendete seine Karriere 1997 bei der DN Galan in Stockholm. Bei einer Körpergröße von 1,92 m lag sein Wettkampfgewicht bei 80 kg.

## Erfolge

### Olympische Spiele
- 1984: Platz 4 in 48,97 Sekunden
- 1992: 6. im Halbfinale mit 49,64 Sekunden
- 1996: Platz 4 in 47,98 Sekunden

### Weltmeisterschaften
- 1983: Platz 4 in 49,06 Sekunden
- 1987: Platz 4 in 48,37 Sekunden
- 1991: 6. im Halbfinale mit 49,59 Sekunden
- 1993: 5. im Halbfinale mit 49,21 Sekunden
- 1995: Platz 5 in 48,84 Sekunden

### Europameisterschaften
- 1982: Platz 7 in 49,64 Sekunden
- 1986: Platz 3 in 49,38 Sekunden BRONZE
- 1990: Platz 2 in 48,43 Sekunden SILBER
- 1994: Platz 2 in 48,22 Sekunden SILBER